# Дефосфорация
Дефосфорация (от лат. de- «порознь; отмена» — приставка де… и лат. лат. Phosphorus — фосфор), обесфосфорование — совокупность физико-химических процессов, способствующих удалению фосфора из вещества.
Дефосфорация металла — такая дефосфорация, которая способствует удалению фосфора из металла (чугуна, стали) по ходу плавки. Обычно достигается окислением фосфора в пятиокись P2O5, которая переходит в шлак, где прочно связывается в тетракальциевым фосфатом 4CaO×P2O5.